# Récifs de Gaven
Les récifs de Gaven est un groupe de deux récifs situés dans les îles Spratleys en mer de Chine méridionale. Il est contrôlé par la république populaire de Chine, mais est revendiqué par les Philippines et le Viet-Nam. Il fait l'objet d'aménagement dans le cadre de la grande muraille de sable.